# Geno Auriemma
Geno Auriemma, all'anagrafe Luigi Auriemma, (Montella, 23 marzo 1954), è un allenatore di pallacanestro italiano naturalizzato statunitense, membro del Naismith Memorial Basketball Hall of Fame dal 2006.

## Biografia
Figlio di Donato e Marcella Auriemma, dopo aver passato i primi sette anni della sua vita a Montella, in Irpinia, Auriemma emigra con la sua famiglia negli Stati Uniti a Norristown, in Pennsylvania. Nel 1977 completa gli studi presso la West Chester University of Pennsylvania. Nel 1978 e nel 1979 è assistant coach (vice allenatore) alla Saint Joseph's University e nel 1981 alla University of Virginia.
Dal 1985 a tutt'oggi è head coach (primo allenatore) nella squadra femminile di basket più vincente in assoluto, i Connecticut Huskies, comunemente conosciuti come UConn, che ha condotto a 12 titoli NCAA Division I, 16 Final Four con cinque perfect seasons. Nominato 5 volte coach dell'anno, ha vinto 23 tornei della Big East Conference (18 nella conferenza originale e cinque nella sua attuale incarnazione) e sette tornei dell'American Athletic Conference.

## Onorificenze
È stato inserito nel Naismith Memorial Basketball Hall of Fame, che raccoglie i più prestigiosi nomi del basket internazionale di ogni tempo.
Nel settembre 2015 viene accolto da Barack Obama alla Casa Bianca insieme alla squadra di basket femminile della University of Connecticut, che Auriemma allena.

## Palmarès
- 12 volte campione NCAA Division I (1995, 2000, 2002, 2003, 2004, 2009, 2010, 2013, 2014, 2015, 2016, 2025)
- 8 Naismith College Coach of the Year (1995, 1997, 2000, 2002, 2008, 2009, 2016, 2017)
- 9 Associated Press College Basketball Coach of the Year (1995, 1997, 2000, 2003, 2008, 2009, 2011, 2016, 2017)